# 1906
- Wikisource

| Calendário gregoriano                                                        | 1906 MCMVI                          |
| Ab urbe condita                                                              | 2659                                |
| Calendário arménio                                                           | 1355 – 1356                         |
| Calendário bahá'í                                                            | 62 – 63                             |
| Calendário budista                                                           | 2450                                |
| Calendário chinês                                                            | 4602 – 4603 Início a 25 de janeiro  |
| Calendário copta                                                             | 1622 – 1623                         |
| Calendário etíope                                                            | 1898 – 1899                         |
| Calendários hindus - Vikram Samvat - Calendário nacional indiano - Cáli Iuga | 1961 – 1962 1827 – 1828 5006 – 5007 |
| Calendário Holoceno                                                          | 11906                               |
| Calendário islâmico                                                          | 1324 – 1325                         |
| Calendário judaico                                                           | 5666 – 5667 Início a 20 de setembro |
| Calendário persa                                                             | 1284 – 1285 Início a 22 de março    |
| Calendário rúnico                                                            | 2156                                |
| Calendário solar tailandês                                                   | 2449                                |

1906 (MCMVI, na numeração romana) foi um ano comum do século XX do Calendário Gregoriano, da Era de Cristo, e a sua letra dominical foi G (52 semanas), teve início numa segunda-feira e terminou também numa segunda-feira.
| Ano completo                         |
| ------------------------------------ |
| Ano comum com início à segunda-feira |

## Eventos
- Extinção completa do periquito-das-seychelles.

### Janeiro
- 9 de janeiro - É instituído o Serviço Militar Obrigatório no Brasil.[1]

### Fevereiro
- 26 de fevereiro - O Convênio de Taubaté é assinado com os governadores dos Estados de São Paulo, Minas Gerais e Rio de Janeiro.

### Março
- 1 de março - Ocorre a quinta Eleição Presidencial do Brasil.
- 10 de março - Catástrofe de Courrières provoca a morte de 1099 trabalhadores numa mina de carvão, na França.

### Abril
- 18 de abril - Grande sismo de São Francisco, Estados Unidos.

### Julho
- 1 de julho - Criação do clube desportivo Sporting Clube de Portugal
- 6 de julho - José López Domínguez substitui Segismundo Moret y Prendergast como presidente do governo de Espanha.

### Outubro
- 23 de outubro - Santos-Dumont realiza o primeiro voo com o avião 14-Bis no Campo de Bagatelle, em Paris.

### Novembro
- 15 de novembro - Assume o 6º Presidente eleito do Brasil, Afonso Pena.
- 30 de novembro - Segismundo Moret y Prendergast substitui José López Domínguez como presidente do governo de Espanha.

### Dezembro
- 4 de dezembro - Antonio Aguilar y Correa substitui Segismundo Moret y Prendergast como presidente do governo de Espanha.
- 24 de dezembro - Primeira transmissão radiofônica do mundo, em Massachusetts, EUA.

## Nascimentos
- 1 de janeiro - Giovanni D'Anzi, músico e compositor italiano, autor da famosa Oh mia bela Madunina. (m.1974)
- 7 de fevereiro - Puyi, Imperador da China entre 1908 e 1912 sendo também o último Imperador da China (m. 1967).
- 13 de fevereiro - Agostinho da Silva, filósofo e poeta português (m. 1994).
- 15 de fevereiro - Nise da Silveira, psicoterapeuta alagoana (m. 1999).
- 17 de fevereiro - Galo Plaza Lasso, presidente do Equador de 1948 a 1952 (m. 1987).
- 27 de fevereiro — Ruy Roque Gameiro, escultor português (m. 1935)
- 19 de março - Adolf Eichmann, político da Alemanha Nazi e tenente-coronel da SS (m. 1962).
- 28 de abril - Kurt Friedrich Gödel, filósofo, matemático e lógico (m. 1978).
- 15 de maio - Humberto Delgado, militar português, opositor do Estado Novo (m. 1965).
- 3 de junho - Josephine Baker, cantora e dançarina norte-americana (m. 1975).
- 3 de julho - Alberto Lleras Camargo, Presidente da República da Colômbia de 1945 a 1946 e de 1958 a 1962 (m. 1990).
- 7 de junho - Plínio Doyle, advogado e bibliófilo brasileiro (m. 2000).
- 25 de julho - José Figueres Ferrer, presidente da Costa Rica (m 1990)
- 30 de julho - Wassily Leontief, economista russo (m. 1999).
- 17 de agosto - Marcello Caetano, político, professor e historiador português (m. 1980).
- 28 de agosto - John Betjeman, poeta e escritor inglês (m. 1984).
- 1 de setembro - Joaquín Balaguer, presidente da República Dominicana (m. 2002)
- 12 de setembro - Georges Posener, egiptólogo francês (m. 1988).
- 25 de setembro
  - José Figueres Ferrer, presidente da Costa Rica de 1948 a 1949, de 1953 a 1958 e de 1970 a 1974 (m. 1990).
  - Dmitri Shostakovitch, compositor russo (m. 1975).
- 1 de outubro - Estelle Evans, atriz baamiana-norte-americana (m. 1985).
- 9 de outubro - Léopold Sédar Senghor, presidente do Senegal (m. 2001)
- 14 de outubro - Hannah Arendt, teórica política alemã (m. 1975).
- 13 de novembro - Hermione Baddeley, atriz inglesa (m. 1986).
- 14 de novembro - Albrecht Becker, ator, designer de produção e fotógrafo alemão (m. 2002).
- 24 de novembro - Rómulo de Carvalho (conhecido como António Gedeão), historiador, pedagogo e poeta português (m. 1997).
- 19 de dezembro  - Leonid Brejnev, antigo secretário geral do Partido Comunista da União Soviética (m. 1982).

## Mortes
- 19 de janeiro - Bartolomé Mitre, presidente da Argentina de 1862 a 1868 (n. 1821).
- 29 de janeiro - Cristiano IX da Dinamarca, rei da Dinamarca (n. 1818)
- 12 de março - Manuel Quintana, presidente argentino de 1904 a 1906 (n. 1835)
- 11 de junho - Tomás Regalado, presidente de El Salvador de 1898 a 1903 (n. 1861)
- 17 de julho - Carlos Pellegrini, presidente da Argentina de 1890 a 1892 (n. 1846)
- 14 de agosto - Aniceto Arce Ruiz, presidente da Bolívia de 1888 a 1892 (n. 1824).
- 28 de outubro - Franklin Dória, o Barão de Loreto, político e escritor brasileiro. (n. 1836).
- 7 de dezembro - Élie Ducommun, jornalista e pacifista suíço, Nobel da Paz (n. 1833)
- 23 de dezembro  - morre no Hospital Militar da Boa Nova em Angra do Heroísmo, Açores, vítima de hemorragia cerebral, Ngungunhane, o Último Imperador de Gaza.

## Prémio Nobel
- Física - Joseph John Thomson.
- Literatura - Giosuè Carducci.
- Química - Henri Moissan.
- Fisiologia ou Medicina - Camillo Golgi, Santiago Ramón y Cajal.
- Paz - Theodore Roosevelt.[2]

## Por tema
- 1906 na arte
- 1906 no Brasil
- 1906 no carnaval
- 1906 na ciência
- 1906 no cinema
- Desastres em 1906
- 1906 no desporto
- Divisões administrativas em 1906
- 1906 no jornalismo
- 1906 na literatura
- 1906 na música
- 1906 na política
- 1906 no teatro
- 1906 na televisão